# Grandwizard Theodore & the Fantastic Five
Grandwizard Theodore & the Fantastic Five è stato un gruppo musicale statunitense di  old school hip hop, conosciuto all'inizio degli anni ottanta, soprattutto per il loro singolo in 12" dal titolo "Can I Get A Soul Clap" pubblicato nel 1980.

## Membri
- Grand Wizard Theodore
- Waterbed Kev
- Master Rob
- Prince Whipper Whip
- Ruby Dee
- Dot-A-Rock

## Storia del gruppo
Il gruppo, costituito tra gli altri dal DJ Grand Wizard Theodore inventore dello scratch, ha pubblicato il singolo di successo "Can I Get A Soul Clap" (1980), per poi apparire nel film dedicato al writing dal titolo Wild Style, uscito nel 1983 e di cui la band ha curato anche parte della colonna sonora. Nel 1994, hanno poi inciso un brano assieme ai Cold Crush Brothers ed a Terminator X, apparsa nell'album di quest'ultimo, Super Badd.